# La ardilla roja
La ardilla roja es una película española dirigida por Julio Medem y estrenada el 21 de abril de 1993.

## Argumento
Una noche de verano, en San Sebastián, Jota (Nancho Novo), líder de un grupo musical, piensa en suicidarse. Pero, de repente, una moto choca contra la barandilla del malecón desde donde se va a tirar...Una chica ha tenido un accidente. Jota la lleva al hospital donde se hace pasar por su novio. Ella (Emma Suárez) sufre amnesia y Jota inventa una vida juntos.

## Localizaciones de rodaje
Entre las localizaciones de rodaje se encuentran San Sebastián, San Martín de Valdeiglesias, Pelayos de la Presa, Usanos, Valsaín, El Pardo y Madrid.

## Comentarios
"Historia de amor inclasificable que puede atraer o poner de los nervios con la misma fuerza. Su film menos redondo" (Javier Ocaña: Cinemanía)

## Palmarés cinematográfico
- 1993 Premio concedido por la Unión de actores.
- 1993 Premio de la juventud en el Festival de Cannes.
- Premio Sant Jordi a la mejor película española.[2]